# Cantone di Mauron
Il Cantone di Mauron era una divisione amministrativa dell'arrondissement di Vannes.
È stato soppresso a seguito della riforma complessiva dei cantoni del 2014, che è entrata in vigore con le elezioni dipartimentali del 2015.
Comprendeva i comuni di:
- Brignac
- Concoret
- Mauron
- Néant-sur-Yvel
- Saint-Brieuc-de-Mauron
- Saint-Léry
- Tréhorenteuc